# Filmfestivalen i Venedig 2013
Filmfestivalen i Venedig 2013 (italienska: 70. Mostra Internazionale d'Arte Cinematografica) var den 70:e officiella upplagan av filmfestivalen i Venedig. Den hölls i Venedig, Italien, från 28 augusti till 7 september 2013. Öppningsfilm var den amerikanska filmen Gravity i regi av Alfonso Cuarón. Juryordförande för huvudtävlan var den italienske regissören Bernardo Bertolucci. Guldlejonet för bästa film gick till den italienska dokumentären Sacro GRA i regi av Gianfranco Rosi.

## Huvudtävlan
Följande filmer valdes ut till huvudtävlan:
| Svensk titel           | Ursprungstitel          | Regissör           | Produktionsland                     |
| ---------------------- | ----------------------- | ------------------ | ----------------------------------- |
|                        | Ana Arabia              | Amos Gitai         | Israel och Frankrike                |
|                        | Child of God            | James Franco       | Förenta staterna                    |
|                        | Die Frau des Polizisten | Philip Gröning     | Tyskland                            |
|                        | L'intrepido             | Gianni Amelio      | Italien                             |
|                        | La Jalousie             | Philippe Garrel    | Frankrike                           |
|                        | 郊遊, Jiaoyou           | Tsai Ming-liang    | Taiwan och Frankrike                |
|                        | Joe                     | David Gordon Green | United States                       |
| Det blåser upp en vind | 風立ちぬ, Kaze tachinu  | Hayao Miyazaki     | Japan                               |
| Miss Violence          | Miss Violence           | Alexandros Avranas | Grekland                            |
|                        | Night Moves             | Kelly Reichardt    | Förenta staterna                    |
|                        | Parkland                | Peter Landesman    | Förenta staterna                    |
| Philomena              | Philomena               | Stephen Frears     | Storbritannien                      |
| Sacro GRA              | Sacro GRA               | Gianfranco Rosi    | Italien                             |
|                        | Es-Stouh                | Merzak Allouache   | Algeriet och Frankrike              |
|                        | Tom à la ferme          | Xavier Dolan       | Kanada och Frankrike                |
|                        | Tracks                  | John Curran        | Storbritannien och Australien       |
|                        | Under the Skin          | Jonathan Glazer    | Storbritannien och Förenta staterna |
| The Unknown Known      | The Unknown Known       | Errol Morris       | Förenta staterna                    |
|                        | Via Castellana Bandiera | Emma Dante         | Italien, Schweiz och Frankrike      |
|                        | The Zero Theorem        | Terry Gilliam      | Storbritannien och Förenta staterna |

## Utom tävlan
Följande filmer uttogs till att visas utom tävlan:
| Svensk titel           | Ursprungstitel                                       | Regissör                      | Produktionsland              |
| ---------------------- | ---------------------------------------------------- | ----------------------------- | ---------------------------- |
| Det andra Heimat       | Die andere Heimat – Chronik einer Sehnsucht          | Edgar Reitz                   | Tyskland                     |
|                        | Amazonia                                             | Thierry Ragobert              | Frankrike och Brasilien      |
|                        | The Armstrong Lie                                    | Alex Gibney                   | Förenta staterna             |
|                        | At Berkeley                                          | Frederick Wiseman             | Förenta staterna             |
|                        | The Canyons                                          | Paul Schrader                 | Förenta staterna             |
|                        | Che strano chiamarsi Federico Scola racconta Fellini | Ettore Scola                  | Italien                      |
|                        | Feng Ai                                              | Wang Bing                     | Hongkong och Frankrike       |
| Gravity – öppningsfilm | Gravity                                              | Alfonso Cuaron                | Förenta staterna             |
| Locke                  | Locke                                                | Steven Knight                 | Storbritannien               |
|                        | 뫼비우스, Moebius                                    | Kim Ki-duk                    | Sydkorea                     |
|                        | Pine Ridge                                           | Anna Eborn                    | Danmark                      |
|                        | Space Pirate Captain Harlock                         | Aramaki Shinji                | Japan                        |
|                        | Summer 82 When Zappa Came to Sicily                  | Salvo Cuccia                  | Italien och Förenta staterna |
|                        | Ukraina ne bordel                                    | Kitty Green                   | Australien                   |
| Wałęsa                 | Wałęsa                                               | Andrzej Wajda och Ewa Brodzka | Polen                        |
|                        | Wolf Creek 2                                         | Greg McLean                   | Australien                   |
|                        | Yurusarezaru mono                                    | Lee Sang-Il                   | Japan                        |

## Jury
Följande sitter i juryn för huvudtävlan:
- Bernardo Bertolucci, italiensk filmare, juryordförande
- Andrea Arnold, engelsk filmare
- Renato Berta, schweizisk-fransk filmfotograf
- Martina Gedeck, tysk skådespelerska
- Pablo Larraín, chilensk filmare
- Virginie Ledoyen, fransk skådespelerska
- Ryuichi Sakamoto, japansk musiker och kompositör
- Jiang Wen, kinesisk skådespelare och filmare

## Vinnare
Huvudtävlans prisfördelning:
- Guldlejonet - Sacro GRA av Gianfranco Rosi
- Silverlejonet för bästa regi - Alexandros Avranas för Miss Violence
- Juryns stora pris - Jiaoyou av Tsai Ming-liang
- Volpipokalen för bästa skådespelerska - Elena Cotta i Via Castellana Bandiera
- Volpipokalen för bästa skådespelare - Themis Panou i Miss Violence
- Marcello Mastroianni-priset till en ung skådespelare eller skådespelerska - Tye Sheridan i Joe
- Priset för bästa manus - Steve Coogan och Jeff Pope för Philomena
- Juryns specialpris - Die Frau des Polizisten av Philip Gröning